# Deux Amours
Pour plus de détails, voir Fiche technique et Distribution.
Deux Amours est un film français réalisé par Richard Pottier, tourné en 1948 et sorti en 1949.

## Fiche technique
- Titre : Deux Amours
- Réalisation : Richard Pottier
- Scénario et dialogues : Jean-Pierre Feydeau
- Photographie : André Germain
- Son : Robert Biard
- Montage : Martine Velle
- Musique : Henri Bourtayre et Raymond Legrand
- Société de production : C.C.F.C. (Compagnie Commerciale Française Cinématographique)
- Tournage : du 2 juin au 17 juillet 1948
- Pays d'origine :  France
- Genre : Comédie
- Durée : 90 minutes
- Date de sortie : 
  - France - 5 janvier 1949

## Distribution
- Tino Rossi : Sylvain / Désiré
- Simone Valère : Toinette
- Sylvie : la mère
- Édouard Delmont  : le père
- André Brunot
- Henri Arius
- André Gabriello :  le patron du bistrot
- Jeanne Fusier-Gir : l'épouse du bistrot
- Louis Florencie
- Marcel Maupi
- Geneviève Morel
- Camille Guérini